# Conciertos Italia '92
Conciertos Italia '92 è un album dal vivo del gruppo musicale cileno Inti-Illimani, pubblicato nel 1992.

## Descrizione
L'album è una sorta di "bootleg ufficiale"', un disco registrato dal vivo con l'assenso del gruppo ma senza particolari lavori di editing in studio. Ciononostante la registrazione, di buona qualità, rappresenta una fotografia del gruppo durante il tour italiano dell'estate del 1992 (non sono specificate le date e i luoghi delle registrazioni) nel quale presentano, oltre ai consueti classici del gruppo, alcuni dei brani che l'anno dopo confluiranno nel disco Andadas. Questa pertanto è la prima pubblicazione di brani come Cueca de la ausencia o Mulata, che solo l'anno seguente vedranno la pubblicazione ufficiale. Il disco inoltre contiene un brano tradizionale cubano, El guarapo y la melcocha, all'epoca inedito, che sarà inciso in studio qualche anno dopo nel disco The Best of Inti-Illimani, pubblicato in Italia dalla CGD. 
Conciertos - Italia '92 è stato pubblicato dalla Picaflor, etichetta estemporanea creata per l'occasione e che non produrrà altri dischi. Non è mai stato ristampato e non è di facile reperibilità. Alcuni dei brani qui contenuti confluiranno nella Antologia en vivo pubblicata in Cile nel 2001.

## Tracce
1. Cronicas de una ausencia – 6:58 (H.Salinas)
2. La fiesta de la Tirana – 3:16 (tradizionale)
3. Presentazione 1 – 1:11
4. Cueca de la ausencia – 3:34 (E.Llona, H.Salinas)
5. Run Run se fuè pa'l norte – 4:37 (V.Parra)
6. Tinku – 3:07 (tradizionale)
7. Mulata – 5:00 (Horacio Salinas)
8. Presentazione 2 – 1:45
9. Canna austina - Tarantella del '600 – 9:05 (R.De Simone)
10. America novia mia – 3:31 (P.Manns)
11. Tata San Juan – 4:10 (tradizionale)
12. Cinque terre – 4:02 (H.Salinas)
13. Danza di cala Luna – 5:20 (H.Salinas)
14. Candidos – 4:23 (E.Llona, J.Seves)
15. El guarapo y la melcocha – 5:13 (tradizionale)
16. Fiesta de San Benito – 5:07 (tradizionale)

## Formazione
- Jorge Coulón
- Max Berrú
- Horacio Salinas
- Horacio Duran
- Josè Seves
- Marcelo Coulon
- Renato Freyggang